# Le Bouffon de la jungle
Pour plus de détails, voir Fiche technique et Distribution.
Le Bouffon de la jungle, ou L’ex-roi des animaux (Hold the Lion, Please), est un cartoon des Merrie Melodies réalisé par Charles M. Jones en 1942 et opposant Bugs Bunny à un lion.

## Synopsis
Dans une forêt tropicale, les animaux (un hippopotame, une girafe, un singe) se moquent ouvertement du lion, supposé être le « roi de la jungle ». En effet, le lion en question est complètement bête et incapable. Mais piqué au vif, il cherche à prouver qu'il mérite ce titre en chassant un autre animal, un lapin. Pour son malheur, il se trouve que ce lapin est Bugs Bunny. Le lion essaye d'attirer le lapin avec une carotte tout en l'appelant « bunny » (qu'il prononce « pony »). Bugs indique sa présence par un panneau de signalisation de passage de train où est inscrit : « rabbit tracks » . Le lion voit les empreintes de pattes de Bugs, puis une voie de chemin de fer où déboule Bugs dans un nuage de fumée (jeu de mots avec « tracks » : les traces de lapin et les rails du train). Bugs vole la carotte au passage. Le lion lui court après, se trompe de voie (revient en arrière sur l'aiguillage d'un tronçon de chemin de fer), se retrouve avec le lapin dans les pattes en passant à travers un arbre creux. Pendant que Bugs sort sa réserve personnelle de carottes (sous forme d'un étui à cigares), le lion sort ses griffes une à une telles les lames d'un couteau suisse... la dernière se trouve être une lame tire-bouchon ! Le lion, honteux de son penchant pour l'alcool, la replie prestement. Le lapin, lui, hume une des carottes comme un cigare. Il la présente au lion, qui donne un coup de patte, la découpant en rondelles. Le lapin en avale une avec gourmandise. Il remue ses oreilles. Le lion tente de l'imiter sans y parvenir, et s'énerve. Le lapin, en discutant encore, dit qu'il est supposé avoir peur. Il mime la peur et réussit à s'enfuir avec des cris et des poses de cabotin. Le lion le retrouve chantant et déguisé en ramasseuse de carottes « poétique », avec un grand chapeau de paille. Bugs remarque le lion qui s'approche en rampant. Aussitôt, le lion fait mine de « nager » nonchalamment. Puis il bondit sur le lapin, est coiffé du chapeau au passage. Bugs Bunny se sauve, plonge dans son terrier. Il en ressort avec une porte. Il ouvre au lion qui y frappe, se moque de son chapeau, lui montre son reflet dans un miroir. Le lion en rit aussi. Le lapin en profite pour déplacer la porte. Le lion croit qu'il est enfermé et essaye d'enfoncer la porte. Le lapin l'ouvre au dernier moment, le lion est emporté dans son élan dans le décor. Il revient brusquement et tient enfin le lapin sous la menace de sa patte griffue, quand un coup de téléphone l'interrompt : c'est son épouse qui l'oblige à rentrer. Le lion abandonne Bugs, qui rit de voir le lion ne pas être le chef, même chez lui. Alors qu'il se vante devant le public de l'être, apparaît Mme Bugs Bunny dans une jupe. Bugs file doux et rentre dans le terrier conjugal en rampant. «  Qui porte la culotte dans cette famille ? », demande-t-elle. Elle soulève alors sa jupe et révèle un maxi pantalon !

## Fiche technique
- Réalisateur : Charles M. Jones
- Producteur : Leon Schlesinger
- Distribution : 1942 : Warner Bros. Pictures
- Format : 1,37 :1 Technicolor, son mono
- Musique : Carl W. Stalling (non crédité)
- Montage : Treg Brown (non crédité)
- Langue : Anglais

## Madame Bugs Bunny
C'est la seule apparition de Mme Bugs Bunny dans les dessins animés avec Bugs (un panneau la désigne explicitement ainsi au moment où elle apparaît dans le cartoon). Elle est la copie de Bugs avec des cils en plus et une voix un peu plus aigüe, alors que Bugs est donné pour célibataire dans les précédents cartoons. Cependant, la Warner Bros lui fera rencontrer dans des films plus récents l'amour de sa vie : Lola Bunny.

## Animateurs
- Ken Harris
- Robert Cannon  (non crédité)
- Ben Washam (non crédité)

## Musique
- Carl W. Stalling directeur de la musique
- Milt Franklyn chef d'orchestre (non crédité)